# Andrej Žavbi
Andrej Žavbi ist ein ehemaliger jugoslawischer Radrennfahrer und nationaler Meister im Radsport.  

## Sportliche Laufbahn
Žavbi war Straßenradsportler. 1984 wurde er nationaler Meister im Straßenrennen vor Primož Čerin. 1983 wurde er beim Sieg von Bojan Udovič Dritter im Meisterschaftsrennen. Das Etappenrennen Putevima AVNOJ-a entschied er 1979 vor Vlado Pečnik für sich. 1983 gewann er das Rennen erneut. 1985 siegte er in der Istrian Spring Trophy.